# Кеті Секстон
Кеті Секстон (англ. Katy Sexton, 21 липня 1982) — британська плавчиня.
Учасниця Олімпійських Ігор 2000, 2004 років.
Чемпіонка світу з водних видів спорту 2003 року.
Призерка Чемпіонату Європи з водних видів спорту 1999 року.
Призерка Чемпіонату Європи з плавання на короткій воді 1999, 2000 років.
Переможниця Ігор Співдружності 1998 року, призерка 2002 року.